# Hussein Dey (distrito)
Hussein Dey é um distrito localizado na província de Argel, no norte da Argélia.[carece de fontes?]

## Municípios
O distrito está dividido em quatro municípios:
- Hussein Dey
- Kouba
- El Magharia
- Mohamed Belouizdad